# Промышленность и техника. Энциклопедия промышленных знаний
«Промышленность и техника. Энциклопедия промышленных знаний» — энциклопедия, изданная на русском языке в Российской империи в издательстве товарищества «Просвещение» в 1901—1904 годах. Представляет собой перевод с оригинального немецкого издания, выполненное под редакцией профессора Института гражданских инженеров В. В. Эвальда.
Участие в составлении оригинальной энциклопедии приняли немецкие учёные.
Издание содержит 11 томов, дающее в полном объёме представления о развитии технических отраслей человеческой жизни, промышленности и техники на начало XX века. Издание хорошо иллюстрировано: содержит около 7000 цветных и чёрно-белых рисунков и иллюстраций и более 100 хромолитографий, а также карты, схемы, гравюры и планы.

## Содержание томов
- Том 1 — История и современная техника строительного искусства. Сост. П. Ровальд, Ю. Фаульвассер, Т. Шварце, Г. Шурц, Г. Эбе
- Том 2 — Силы природы и их применения (физическая технология). Сост. Л. Грунмах, Э. Розенбоом
- Том 3 — Электричество
- Том 4 — Сельское хозяйство и обработка важнейших его продуктов. Сост. Ф. Аренс, К. Арндт, Г. Дален[нем.], Г. Зеттегаст, Г. Френкель, Ф. Эртель, П. Ципперер
- Том 5 — Горное дело и металлургия. Сост. В. Борхерс[нем.], Ф. Вюст[нем.], Е. Трептов[нем.]
- Том 6 — Технология металлов
- Том 7 — Обработка камней и земель и технология химических производств
- Том 8 — Обработка волокнистых веществ (дерево, бумага, прядильное и ткацкое дело, кожа, волос, каучук)
- Том 9 — Пути сообщения
- Том 10 — Мировые сношения и их средства
- Том 11 — Воздухоплавание

## Издания
На антикварном рынке стоимость изданий варьируется от 10 000 рублей за том до 400 000 рублей за полное издание.
30 сентября 2015 года издание словаря в 10-ти томах (без 11-го тома) было продано на аукционе антикварного дома «Кабинетъ» за 240 000 рублей.